# Bobby Sumner
Robert Arnold Crothers Sumner (ur. 30 czerwca 1916 w Wilmslow, zm. 4 października 1999) – brytyjski kierowca wyścigowy.

## Życiorys
Sumner urodził się w Wilmslow, ale mieszkał w Woking. Studiował inżynierię aeronautyczną na Chelsea College of Aeronautical & Automobile Engineering. Był także pilotem amatorem; posiadał De Havilland Puss Moth.
W 1934 roku rozpoczął rywalizację w wyścigach górskich, ścigając się GN Vitesse. Samochód ten posłużył Sumnerowi jako baza do stworzenia własnego pojazdu, napędzanego przez silnik JAP. Silnik ten był doładowany sprężarką przygotowaną przez Barry'ego Baragwanatha. Samochód, prowadzony przez Bobby'ego Sumnera i jego brata Geralda, odnosił sukcesy, wygrywając klasę w takich wyścigach, jak Aston Clinton, Bramshill czy Croydon. Podczas wyścigu w Prescott w maju 1938 Sumner wygrał, jednak w wyścigu wrześniowym samochód wskutek wypadku uległ uszkodzeniu. Został on odbudowany z użyciem przodu Lancii Lambdy, jednak w trakcie II wojny światowej nie był używany.
Po wojnie samochód ten wziął udział w dwóch wyścigach: Gransden Lodge (czerwiec 1946) i Great Auclum (lipiec 1947). Następnie samochód został sprzedany, a Sumner zakończył karierę zawodniczą. Po założeniu firmy inżynieryjnej poświęcił się żeglarstwu. W 1966 roku przeprowadził się do Bosham. Zmarł w 1999 roku.